# Cotinis pueblensis
Cotinis pueblensis är en skalbaggsart som beskrevs av Bates 1889. Cotinis pueblensis ingår i släktet Cotinis och familjen Cetoniidae. Inga underarter finns listade i Catalogue of Life.